# Консоль (маркшейдерія)

Консоль.JPG

Консоль (рос. консоль, англ. console, cantilever; нім. Ausleger m, Konsole f) - у маркшейдерії - пристрій, який дає можливість встановлювати маркшейдерський інструмент чи прилад в гірничій виробці без застосування штатива. 
Відповідно до конструкції консоль можна вкручувати в елемент дерев'яного кріплення гірничої виробки, або прикріплюватись до металевих чи залізобетонних елементів кріплення.